# Polícia do Exército (Portugal)

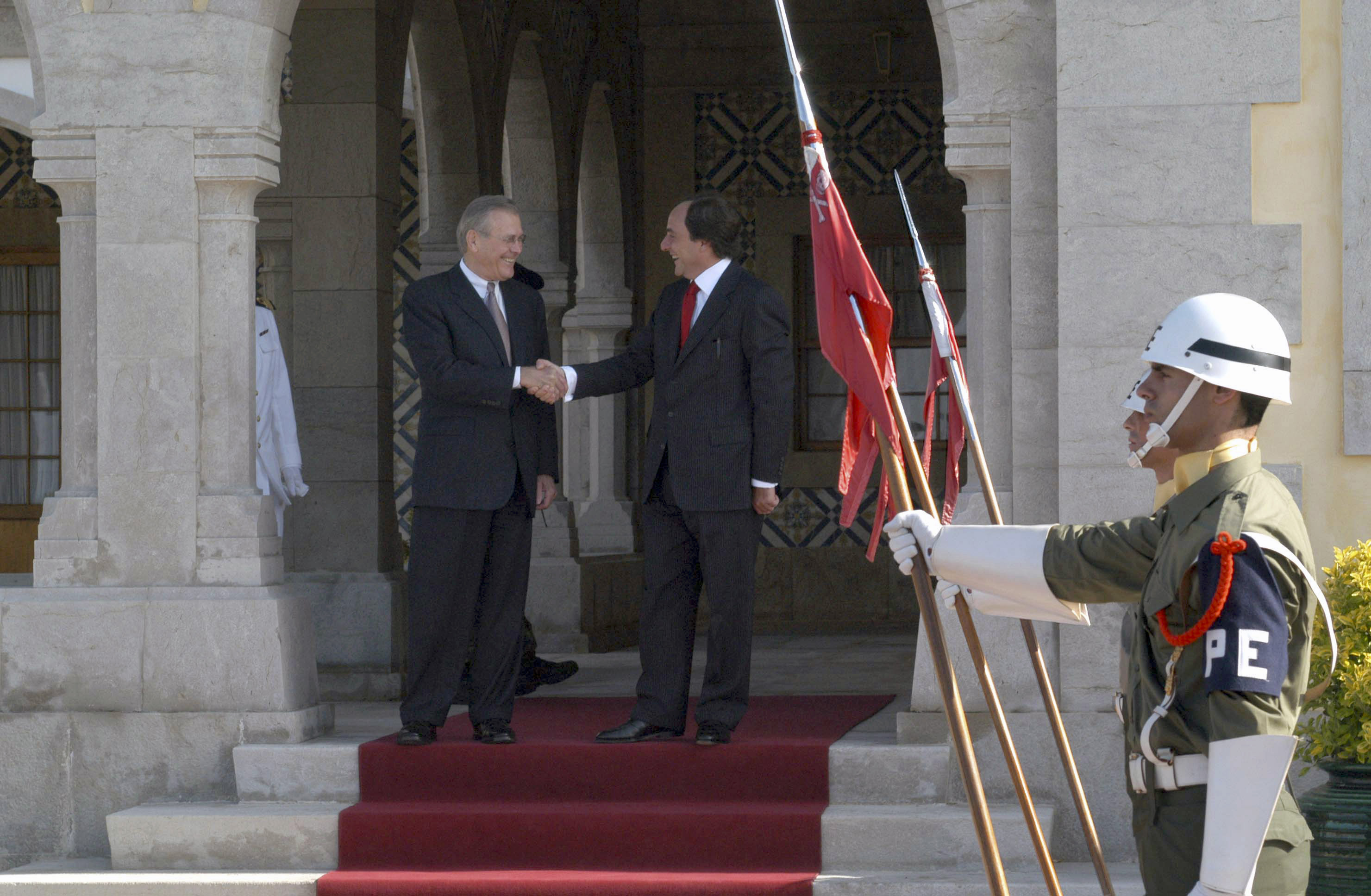
Lanceiros da PE prestam guarda de honra aos ministros da defesa de Portugal e dos EUA.

A Polícia do Exército (PE) constitui a polícia militar do Exército Português.
As unidades de PE são compostas por militares da Arma de Cavalaria, habilitados com a especialidade de Polícia do Exército. Em serviço, estes militares distinguem-se dos restantes militares do Exército pelo uso de capacetes brancos e braçais azuis com as letras "PE" inscritas. Em cerimónias militares, os praças usam lanças com flâmulas vermelhas, mantendo a tradição das antigas tropas de lanceiros, nas quais têm origem.

## História
Pela carta régia de 5 de janeiro de 1797 da Rainha D. Maria I, foi criada a Intendência-Geral da Polícia do Exército, encarregue de garantir a lei e justiça no interior do Exército Português.
Depois disso e até meados do século XX, a Polícia do Exército continuou a existir sob diversas organizações.
Sob a forma atual, surgiu em 1953, como Polícia Militar (PM). Em 1976, passou a designar-se "Polícia do Exército".

## Funções
A Polícia do Exército Português desempenha as seguintes funções:
- Controlo da circulação rodoviária, incluindo o levantamento de acidentes, escoltas e fiscalização;
- Controlo de refugiados e transviados;
- Guarda e segurança de prisioneiros de guerra;
- Constituição como força de intervalo em operações de segurança na área de retaguarda;
- Manutenção da disciplina, lei e ordem, incluindo rondas e fiscalização de movimentos individuais;
- Assegurar missões de guarnição e honoríficas, incluindo guardas de honra em cerimónias, protecção de altas individualidades e segurança de instalações;
- Realizar operações de combate;
- Participar no Programa de Combate à Droga e ao Alcoolismo nas Forças Armadas;
- Manter a capacidade de controlo de tumultos e manutenção da ordem pública;
- Apoio às autoridades civis no âmbito da protecção civil e ordem pública.

## Pessoal
As unidades e outros orgãos de Polícia do Exército são guarnecidos por militares com as seguintes especializações:
1. Oficiais e sargentos do quadro permanente (QP), da Arma de Cavalaria;
2. Oficiais e sargentos em regimes de voluntariado ou contrato (RV/RC), da Área Funcional AF 06 PE / Especialidade 263 - Polícia do Exército;
3. Praças em regimes de voluntariado ou contrato (RV/RC), da Especialidade 16 - Polícia do Exército.

## Unidades

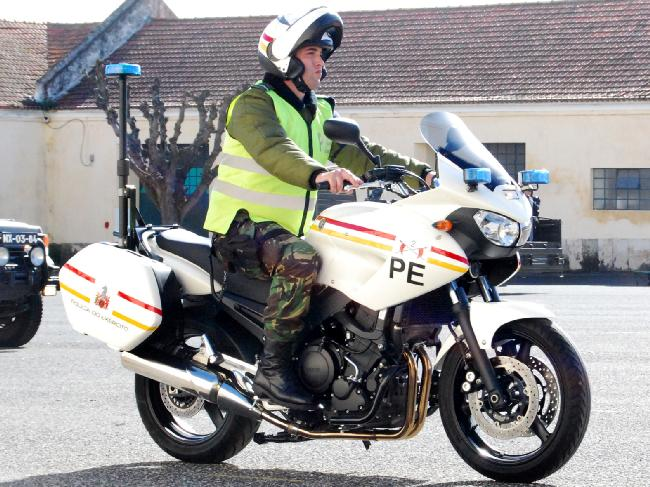
Batedor motociclista da PE.

O orgão de base do Exército responsável pela instrução e organização das forças de Polícia do Exército é o Regimento de Lanceiros Nº 2, aquartelado na Amadora. A especialidade PE era ministrada no já extinto, Centro de Instrução de Polícia do Exército, em Portalegre, na já extinta Escola Prática de Cavalaria, em Santarém e depois Abrantes. Atualmente é ministrada na Escola das Armas, em Mafra, para graduados e no Regimento de Lanceiros nº 2, na Amadora, para Praças. 
Como unidades operacionais de PE existem:
1. 2 Esquadrões de Polícia do Exército das Força de Apoio Geral, situados no Regimento de Lanceiros nº 2;
2. Pelotão de PE da Brigada Mecanizada;
3. Pelotão de PE da Brigada de Reacção Rápida;
4. Pelotão de PE da Brigada de Intervenção;
5. Pelotão de PE da Zona Militar dos Açores;
6. Pelotão de PE da Zona Militar da Madeira;
7. Pelotão de PE do Presídio Militar;
8. Secção Guarnição e Segurança do Estado-Maior do Exército.

A PE mantém guarda permanente Forte de S. Julião da Barra (residência oficial do Ministro da Defesa Nacional) e guarda rotativa com as Polícias dos outros Ramos das FA, no Estado-Maior-General das Forças Armadas e no Comando-Chefe da Área do Atlântico Sul da NATO.

## Subunidades especializadas

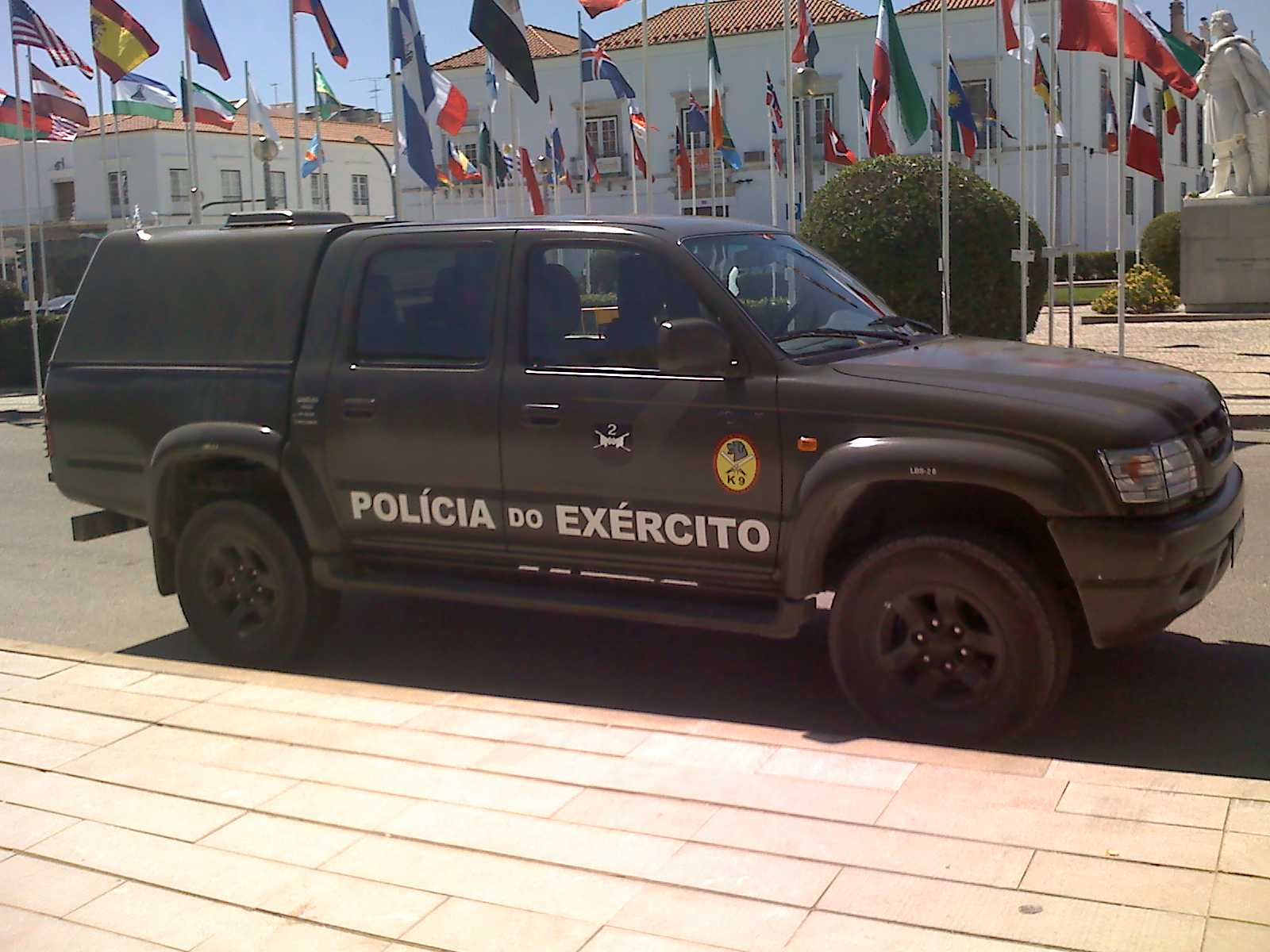
Viatura das equipas cinotécnicas da PE.

A Polícia do Exército mantém no seu seio diversas subunidades especializadas para o cumprimento de funções especiais. De entre estas destacam-se:
- Módulo de Segurança do Elemento de Defesa NBQ (Nuclear, Biológica e Química) - subunidade vocacionada para a segurança de área e das equipas de reconhecimento NBQ;
- Pelotões de Controlo de Tumultos - forças destinadas à manutenção da ordem pública em apoio das autoridades militares ou civis (CRC - Crowd and Riot Control);
- Equipas de Proteção Pessoal - subunidade vocacionada para a segurança pessoal de altas entidades e pessoas ameaçadas, em proveito das forças nacionais destacadas (FND) no exterior, das forças de resposta da OTAN (NRF, NATO Response Forces) e dos agrupamentos de combate da União Europeia;
- Secções moto - Força de batedores motociclistas, de grande flexibilidade, especialmente vocacionadas para a escolta de colunas militares e para o controlo de tráfego;
- Módulo Cinotécnico - Emprego de Binómios de Uso da Força, Detecção de Estupefacientes, Detecção de Explosivos.